# Sarudże-je Olja
Sarudże-je Olja – wieś w zachodnim Iranie, w ostanie Azerbejdżan Zachodni, w szahrestanie Szahin Deż. W 2006 roku liczyła 571 mieszkańców.